# 武仙座A
武仙座A是一个位于武仙座的活跃星系，质量是银河系的1000多倍。在射电波段观测，发现武仙座A有非常强的等离子体喷流，长度超过100万光年，这可能和它中间存在超大质量黑洞有关。